# Quase-satélite

Um quase-satélite, por vezes também chamado de quase-lua, é um objeto em uma ressonância orbital de 1:1 com seu planeta que permanece próximo ao seu planeta ao longo de vários períodos orbitais. A órbita de um quase-satélite em torno do Sol leva exatamente o mesmo tempo que os planetas, mas tem uma excentricidade diferente (geralmente maior), como mostrado no diagrama à direita. Quando visto a partir da perspectiva do planeta, parece que o quase-satélite viaja em um loop retrógrado oblongo ao redor do planeta.
Em contraste com os verdadeiros satélites, as órbitas dos quase-satélites estão fora da esfera de Hill dos planetas, e são instáveis. Com o tempo, eles tendem a evoluir para outros tipos de movimento ressonante, onde eles não mais permanecem na vizinhança do planeta, então possivelmente depois eles voltam para uma órbita quase-satélite.
Outros tipos de órbita em ressonância de 1:1 com o planeta incluem órbitas de ferradura e órbitas girino em torno dos pontos de Lagrange, mas objetos nessas órbitas não ficam muito próximos da longitude do planeta durante muitas voltas ao redor da estrela. Objetos em órbitas de ferradura são conhecidos por as vezes mudar periodicamente para uma órbita quase-satélite relativamente curta, e por vezes são confundidos com eles. Um exemplo de tal objeto é o 2002 AA29.